# SRY
SRY är en utbildning för städare/lokalvårdare. SRY betyder Städ- och Rengöringsbranschens Yrkesnämnd/yrkesbevis och inrättades 1986. Från och med hösten 2000 har Yrkesnämnden bytt namn till Servicebranschens Yrkesnämnd.